# Herochroma pallensia
Herochroma pallensia là một loài bướm đêm thuộc họ Geometridae. Loài này có ở Trung Quốc (Hồ Nam, Phúc Kiến, Quảng Tây).
Chiều dài cánh trước khoảng 21,5–23 mm đối với con đực.